# Pavocosa
Pavocosa Roewer, 1960 è un genere di ragni appartenente alla famiglia Lycosidae.

## Distribuzione
Le 5 specie note di questo genere sono state reperite in Brasile, Argentina, isole Caroline e Thailandia.

## Tassonomia
Le caratteristiche di questo genere sono state descritte dall'analisi degli esemplari tipo Lycosa gallopavo Mello-Leitão, 1941 effettuate dall'aracnologo Roewer in una sua pubblicazione (1960d).
Non sono stati esaminati esemplari di questo genere dal 1960.
Attualmente, ad agosto 2017, si compone di 5 specie:
- Pavocosa feisica (Strand, 1915) — Isole Caroline
- Pavocosa gallopavo (Mello-Leitão, 1941)[2] — Argentina
- Pavocosa herteli (Mello-Leitão, 1947) — Brasile
- Pavocosa langei (Mello-Leitão, 1947) — Brasile
- Pavocosa siamensis (Giebel, 1863) — Thailandia